# Lasioglossum ohei
Lasioglossum ohei is een vliesvleugelig insect uit de familie Halictidae. De wetenschappelijke naam van de soort is voor het eerst geldig gepubliceerd in 1966 door Hirashima & Sakagami.